# Salomon Munk
Pour les articles homonymes, voir Munk.
Salomon Munk, né le 14 mai 1803 à Gross Glogau et mort le 6 février 1867 à Paris 9e, est un érudit du judaïsme franco-allemand.
Parmi ses nombreuses contributions à l'orientalisme, on lui doit en particulier l'édition, à partir des manuscrits arabes, du grand œuvre de Moïse Maïmonide, le Guide des Égarés (Moreh Nevoukim), qu'il publia en 3 volumes à partir de 1856.

## Biographie
Il reçoit son instruction de son père, notable de la communauté juive locale, qui lui apprend l'hébreu. À la mort de celui-ci, Salomon Munk  suit les cours de Talmud du rabbin Jacob Joseph Oettinger (de). À l'âge de 14 ans, il est capable d'officier comme ba'al ḳore (lecteur de la Torah) dans la synagogue de Malbish 'Aroumim de Gross Glogau.
En 1820, il se trouve à Berlin, et se lie d'amitié avec Leopold Zunz ainsi qu'avec le philologue A. W. Zumpt ; il étudie aussi le latin et le grec avec E. Gans. Deux ans plus tard, il entre au Joachimsthaler Gymnasium, subvenant par lui-même à ses besoins comme professeur privé. En 1824, il entre à l'Université de Berlin pour y suivre les cours de Böckh, Hegel et surtout Bopp.
Comme les Juifs ne peuvent accéder à cette époque à des positions dans la fonction publique de Prusse, Munk quitte l'université sans diplôme, décidé à aller en France. Cependant, il reste un semestre à l'Université de Bonn pour y étudier l'arabe avec Georg Wilhelm Freytag et le sanscrit avec Lassen. En passant par Weimar, Munk rend visite à Goethe, qui consigne le fait dans son journal.
En 1828, il arrive à Paris, avec l'aide du jeune poète Michael Beer, le frère de Meyerbeer. Là encore, comme à Berlin, il doit subvenir à ses propres besoins en donnant des cours privés ; parmi ses élèves se trouvent Alphonse et Gustave de Rothschild. En 1838 il trouve un emploi de conservateur à la division orientale du département des Manuscrits (hébreu, chaldéen, syriaque et arabe) de la Bibliothèque impériale à Paris. En 1840, il y remplace l'indianiste Loyseleur des Longchamps à la mort de ce dernier. Il est chargé d'établir le catalogue des manuscrits hébreux qui y sont conservés.
Munk se consacre dès lors à l'étude de la littérature judéo-arabe médiévale, en particulier aux œuvres de Moïse Maïmonide, dont son Guide des Égarés, dont il réalise une traduction servant encore de référence à ce jour. Sa méthode est de partir directement de l'original judéo-arabe, et de compléter les textes disponibles à la Bibliothèque avec les textes qu'il a copiés à Oxford. Parallèlement, il se soumet à une étude poussée d'Aristote, constamment cité par Maïmonide. De la sorte, il rassemble le matériel nécessaire à l'édition du texte arabe du Guide, avec traduction et annotations, qu'il publie en trois volumes (1856, 1861, 1866).
Il réalise d'autres travaux, dont une nouvelle traduction de la Bible, et démontre l'identité du philosophe Avicebron avec Salomon ibn Gabirol. Atteint entretemps de cécité, il est tout d'abord contraint de se faire seconder par Derenbourg puis de démissionner au profit d'Herman Zotenberg, non sans avoir établi et publié le catalogue des manuscrits hébreux de l'Oratoire.

## Voyage en Égypte
En 1840, le Père Thomas, jésuite, et son valet musulman Ibrahim disparaissent dans un quartier de Damas ; à la suite d'une communication confidentielle de l'ambassadeur français, des Juifs locaux sont accusés de crimes rituels. Une délégation juive, composée de l'ambassadeur britannique Moïse Montefiore, de l'avocat Adolphe Crémieux, et de Salomon Munk, se rend en Égypte, la présence de ce dernier étant due à sa connaissance de l'arabe. C'est grâce à celle-ci (bien que le crédit soit, selon certains, à mettre au compte de Louis Loewe), qu'il découvre que le mot « justice » a été substitué au mot « grâce » dans le firman de Mehemet Ali, lequel avait disculpé les accusés du chef d'accusation de meurtre rituel. C'est en grande partie grâce à ses efforts que des écoles, dont les méthodes d'instruction furent copiées sur le modèle européen, furent établies par les Juifs d'Égypte.
Au Caire, il achète un nombre considérable de manuscrits arabes et 14 manuscrits hébreux pour le compte de la Bibliothèque impériale. À son retour, Munk est élu secrétaire du Consistoire central des Israélites de France.
Le 3 décembre 1858, il est élu membre de l'Académie des inscriptions et belles-lettres. En 1864, succédant à Ernest Renan, il est nommé professeur de langues hébraïque, chaldaïque et syriaque au Collège de France.

## Publications
Outre son édition monumentale en 3 volumes du Moreh Nevoukim (Le Guide des Égarés, rééd. Maisonneuve et Larose, Paris, 1981), Salomon Munk est l'auteur de :
- « Réflexions sur le culte des anciens Hébreux » in La Bible de Samuel Cahen, vol. IV., 1831-1851.
- « Notice sur R. Saadia Gaon et sur une Version Persane d'Isaie », Ibid. vol. IX.
- « Palestine, description géographique, historique et archéologique » in L'Univers Pittoresque, 1845 (traduit en allemand par M. A. Levy, 1871-72).
- Mélanges de philosophie juive et arabe, 1859. Réédition : Vrin, Paris, 2000.  (ISBN 2-7116-8169-6).
- Notice sur Abul Walid Merwan ibn Djanah et d'autres grammairiens hébreux du Xe et du XIe siècle, 1850-51 (Prix Volney).
- « Rapport sur les progrès des études sémitiques en France de 1840-1866 », Recueil de Rapports de l'Exposition de 1867.
- «L'Inscription phénicienne de Marseille, établie, traduite et commentée », Imprimerie Royale, 1848. 64 p. — Texte portant règlement des sacrifices d'animaux en langue punique, langue dont S. Munk montre la parenté avec l'hébreu. Munk fait des rapprochements avec le syriaque, l'araméen, l'arabe, l'éthiopien, le grec et le latin. Exercice de grande érudition (texte numérisé disponible sur Google Play)..

Entre 1834 et 1838, Munk contribua au journal Le Temps des articles sur les littératures biblique, hébraïque et sanscrite. On doit aussi mentionner ses interprétations des inscriptions phéniciennes de Marseille et sur le sarcophage d'Eshmunazar, roi de Sidon, qu'il déchiffra après avoir perdu la vue, ainsi que sa découverte du manuscrit arabe de la description de l'Inde par Al-Biruni, écrite au début du XIe siècle, et sa lettre à François Arago relative à une question d'histoire de l'astronomie, qui donna naissance à une controverse entre Jean-Baptiste Biot et Sédillot.

## Source
- Cet article est traduit et adapté de la Jewish Encyclopedia, qui est dans le domaine public.
- Voir aussi L'affaire de Damas